# Linea L (metropolitana di Los Angeles)
La Linea L (in inglese L Line), precedentemente nota come linea oro (in inglese Gold Line), era una linea metrotranviaria della rete Los Angeles Metro Rail che collega Azusa con East Los Angeles passando per Downtown Los Angeles. È gestita dalla Los Angeles County Metropolitan Transportation Authority (LACMTA), che la indica internamente come linea 804.
Incrociava le linee B e D nella stazione Union Station, dove ferma anche la linea J del Metro Busway.

## Storia
La linea L utilizza il tracciato originariamente percorso dai treni della celeberrima Atchison, Topeka and Santa Fe Railway, che furono poi deviati verso San Bernardino dalla Amtrak. I primi progetti per la creazione di una linea ferroviaria urbana risalgono agli inizi degli anni '80, ma furono interrotti per mancanza di fondi. Un decreto legislativo allocò successivamente del denaro per proseguire la costruzione, che fu completata il 26 luglio 2003 per la tratta che collega Union Station nel centro della città a Sierra Madre Villa presso Pasadena. Nel novembre 2009 è stata inaugurata l'estensione fino ad Atlantic Blvd. nella parte orientale della metropoli, mentre il 5 Marzo 2016 è stata inaugurata l'estensione fino ad Azusa.
Vi sono diversi progetti per estendere ulteriormente la linea nell'area di Montclair della contea di San Bernardino fino a raggiungere Ontario.
Nell'ottobre 2020 la linea è stata interrotta in due segmenti sconnessi con la chiusura della stazione di Little Tokyo/Arts District in preparazione dell'apertura del tunnel Regional Connector il 16 giugno 2023. Dall'apertura a quel punto la linea L ha cessato di esistere come linea distinta all'interno del sistema, con la metà settentrionale verso APU/Citrus College che fungerà da estensione della linea A mentre la metà meridionale verso Atlantic che fungerà da estensione della linea E.

## Caratteristiche
|  | Urban head station |

|  | Urban station on track |

|  | Urban station on track |

|  | Unknown route-map component "uSKRZ-G4o" |

|  | Unknown route-map component "uSKRZ-G4u" |

|  | Urban station on track + Unknown route-map component "PORTALf" |

|  | Urban tunnel station on track |

|  | Unknown route-map component "utSKRZ-G4" |

|  | Urban tunnel station on track |

|  | Unknown route-map component "utSKRZ-G4" |

|  | Urban end station, unused through track + Unknown route-map component "PORTALg" |

|  | Unknown route-map component "CONTgq" | Unknown route-map component "umhKRZa" | Unknown route-map component "CONTfq" |

|  | Unknown route-map component "dWASSERq" | Unknown route-map component "uhKRZW" | Unknown route-map component "dWASSERq" |

|  | Unknown route-map component "CONTgq" | Unknown route-map component "umhKRZe" | Unknown route-map component "CONTfq" |

|  |  | Unknown route-map component "uABZgl+l" | Unknown route-map component "uCONTfq" |

|  | Urban station on track |

|  | Unknown route-map component "uSKRZ-G4o" |

| Unknown route-map component "utCONTgq" | Unknown route-map component "utSTRq" + Unknown route-map component "KINTa-L" | Unknown route-map component "uKINTxa-R" |  |

| Straight track | Unknown route-map component "uhBHFa" |

| Unknown route-map component "CONTgq" | Unknown route-map component "ABZlr" + Unknown route-map component "CONTf@F" | Unknown route-map component "umhKRZ" | Unknown route-map component "CONTfq" |

|  | Unknown route-map component "dWASSERq" | Unknown route-map component "uhKRZW" | Unknown route-map component "dWASSERq" |

|  | Unknown route-map component "uhSKRZ-G4" |

|  | Unknown route-map component "uhBHF" |

|  | Unknown route-map component "dWASSERq" | Unknown route-map component "uhKRZW" | Unknown route-map component "dWASSERq" |

|  | Unknown route-map component "uhSKRZ-G4" |

|  | Urban station on track + Unknown route-map component "lhSTRe@g" |

|  | Unknown route-map component "uTUNNEL1" + Unknown route-map component "RP2q" |

|  | Urban station on track |

|  | Urban station on track |

|  | Unknown route-map component "uhSKRZ-G4a" |

|  | Unknown route-map component "dWASSERq" | Unknown route-map component "uhKRZWe" | Unknown route-map component "dWASSERq" |

|  | Urban station on track |

|  | Unknown route-map component "uSKRZ-G4o" |

|  | Urban station on track |

|  | Unknown route-map component "utSTRa@f" + Unknown route-map component "ulBHF-" |

|  | Unknown route-map component "utBHFea" |

| Unknown route-map component "d" |  | Unknown route-map component "utSTRe" + Unknown route-map component "RP4+lyvRP2" | Unknown route-map component "dRP4q" |

|  | Unknown route-map component "vRP2BHF" + Urban station on track |

|  | Unknown route-map component "vRP2BHF" + Urban station on track |

|  | Unknown route-map component "vRP2BHF" + Urban station on track |

| Unknown route-map component "d" |  | Unknown route-map component "vRP2yRP4l" + Unknown route-map component "MASKc" + Unknown route-map component "uhSTRa@g" | Unknown route-map component "dRP4q" |

|  | Unknown route-map component "dWASSERq" | Unknown route-map component "uhKRZWe" | Unknown route-map component "dWASSERq" |

|  | Urban station on track |

|  | Unknown route-map component "dWASSERq" | Unknown route-map component "uhKRZWae" | Unknown route-map component "dWASSERq" |

|  | Urban station on track |

|  | Unknown route-map component "dWASSERq" | Unknown route-map component "uhKRZWae" | Unknown route-map component "dWASSERq" |

|  | Urban station on track |

|  | Unknown route-map component "uSKRZ-G4u" |

|  | Unknown route-map component "dWASSERq" | Unknown route-map component "uhKRZWae" | Unknown route-map component "dWASSERq" |

|  | Urban station on track |

|  | Unknown route-map component "uSKRZ-G4o" |

|  | Urban station on track |

|  |  | Urban End station |